# Mary Poppins (personatge)
La Mary Poppins és el personatge protagonista de l'obra homònima de P. L. Travers i de la pel·lícula musical estatunidenca Mary Poppins de 1964 que la va llançar a la fama Es tracta d'una cangur que cuida els nens d'una família de diners i els ensenya bons costums, jocs i cançons i els dona l'amor que els falta per les absències repetides del seu pare. Mary Poppins pot fer màgia i traslladar els infants a un món de fantasia gràcies a la seva bossa i els encanteris. Aquests poders es veuen ampliats als llibres sobre ella amb aventures d'una família excèntrica, mentre que al cinema i les seqüeles posteriors s'accentua el caràcter maternal de la dona. Posteriorment ha aparegut en nombroses adaptacions teatrals i a la pantalla gran. Algunes de les actrius que han encarnat el personatge són Julie Andrews, Laura Michelle Kelly o Emily Blunt. La presència de la cangur mai no és per sempre, ella mateixa declara que accepta la tasca fins que el vent canviï, ja que no vol fixar-se enlloc i ha de repartir la seva màgia entre altres nens. Aquest fet s'associa al caràcter temporal de la infància mateixa, ja que l'etapa on els fills d'una família necessiten cures intensives és breu.